# Henning Leptzow
Henning Leptzow, auch Leptzowe  (bl. 1421/1422) war ein mecklenburgischer Maler und Bildschnitzer.

## Leben

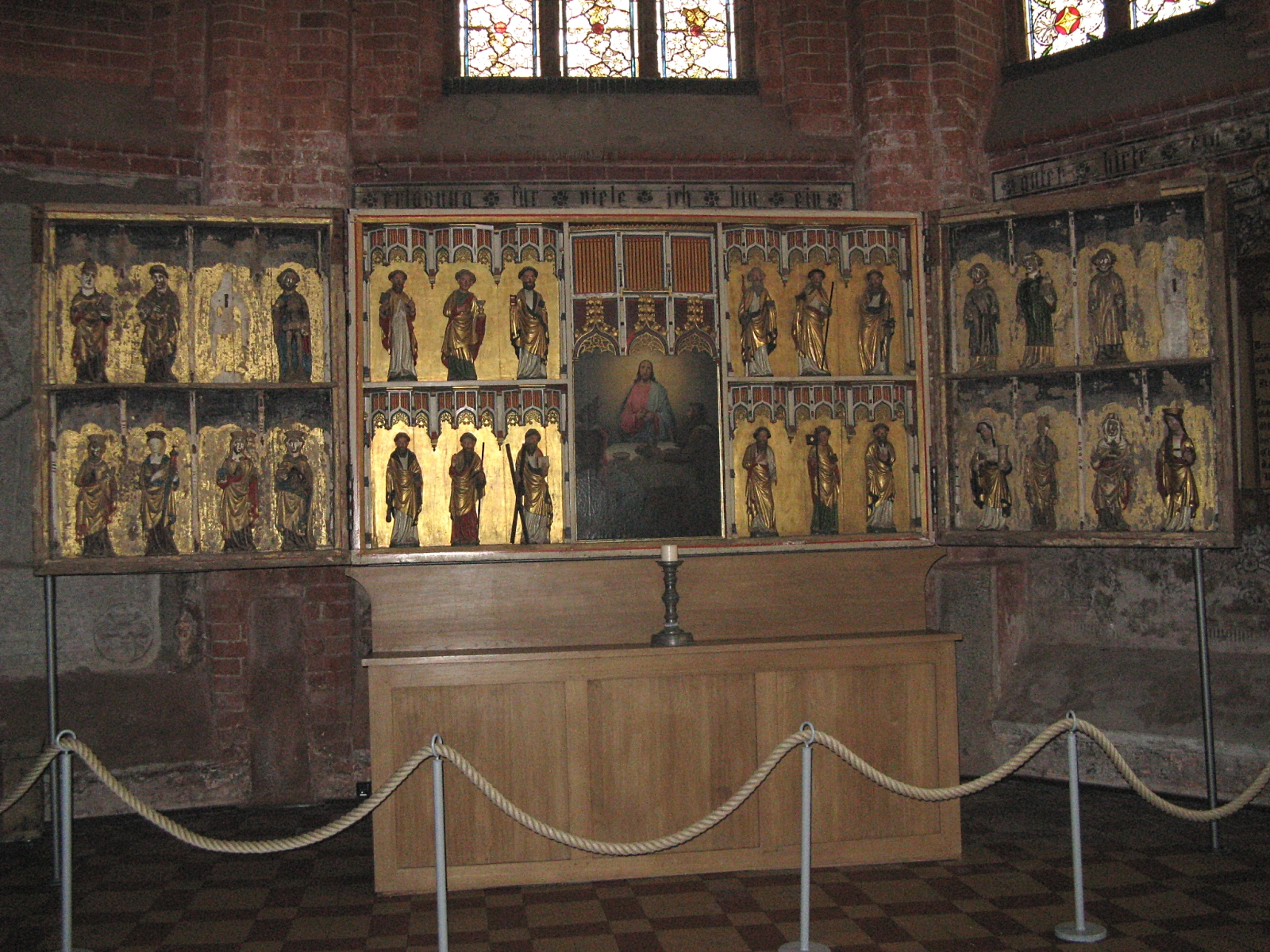
Reste des „Leptzow-Altars“ in Parchim (2014)

Altar in der Dorfkirche in Kirchdorf, Poel

Die Lebensdaten von Henning Leptzow sind nicht ermittelt. Er war Maler, Bildschnitzer und Bürger der Stadt Wismar. Sein Hauptwerk ist das nach ihm als „Leptzow-Altar“ benannte Retabel der Pfarrkirche St. Georgen in Parchim. Der Auftrag für diesen Altar mit den Arbeitsbedingungen vom 29. November 1421 ist mit dem erhaltenen, durch den Schweriner Kleriker und Notar Nicolaus Craghe beurkundeten  Werkvertrag belegt, der damit auch eine genaue Datierung des Werks ermöglicht. Leptzow machte der Kirchengemeinde danach einen guten Preis,

„[…] welcher namentlich in Anbetracht der verlangten und geleisteten feinen Vergoldung ein enorm niedriger ist: freie Wohnung und Holz und 210 lübische Mark, wogegen der Meister für die Dauer dieser Arbeit in Parchim wohnen sollte und keine andere Arbeit übernehmen durfte.“

Georg Christian Friedrich Lisch erkannte den Wert des Retabels nach einer verunstaltenden „Restaurierung“ im Jahr 1844.
Eine neuerliche Zuschreibung an Henning Leptzow ist der Hauptaltar der Dorfkirche Kirchdorf auf der Insel Poel vor den Toren Wismars.